# Алберт III (Тирол)
Алберт III (IV) (на немски: Albert III или Adalbert IV, * ок. 1180, † 22 юли 1253) е последният от фамилията си граф на Тирол и фогт на Тренто. От 1210 г. той е също фогт на Болцано.

## Биография
Той е единственият син на граф Хайнрих I от Тирол († 14 юни 1190) и Агнес фон Ванген, дъщеря на граф Адалберо I.
При смъртта на баща му той е още малолетен и едва от 1202 г. управлява самостоятелно. През 1210 г. Алберт получава от епископ Конрад фогт права над манастир Бриксен и поема владенията на графовете от Андекс-Мерания, които те загубват през 1209 г. заради осъждане за убийството на крал Филип Швабски.
Алберт няма синове и затова определя наследствените права на дъщерите си. Той омъжва дъщеря си Елизабет († 1256) за херцог Ото II от Андекс-Мерания († 1248), дъщеря си Аделхайд († 1279) за граф Майнхард от Горица († 1258) и сключва със зетовете си наследствени договори. Той купува през 1248 г. тиролската собственост на Андексите и на графовете от Епан.
Алберт помага на зет си граф Майнхард да завладее Каринтия. През 1252 г. те са победени и пленени при Грайфенбург от херцог Бернхард от Каринтия и синът му Филип, елект на архиепископство Залцбург. Срещу отстъпване на важни собствености в Горна Каринтия, голяма сума пари и вземане за заложници на двата сина на Майнхард, внуците на Алберт, двамата са отново освободени.
Алберт умира през 1253 г. и е погребан в манастир Щамс. Неговото наследство получават зетовете му Гебхард IV фон Хиршберг, вторият съпруг на Елизабет. Бракът на Гебхард остава бездетен, така синът на Майнхард, Майнхард II, по-късно получава наследството му.

## Фамилия
Алберт III е женен от ок. 1211 г. за Ута фон Фронтенхаузен-Лехсгемюнд († 1254), дъщеря на граф Хайнрих II († 1208). Те имат децата:
- Аделхайд (* ок. 1218/1220, † 26 май 1279), ∞ ок. 1237 г. граф Майнхард III от Горица († 22 юли 1258)
- Елизабет (* ок. 1220/1225, † 10 октомври 1256), ∞ I. 1239 г. херцог Ото II от Андекс-Мерания († 19 юни 1248); 1249 г. II. ∞ граф Гебхард IV фон Хиршберг († 1275)